# Laubbach
Laubbach es una de las ocho ciudades del municipio de Ostrach en el distrito de Sigmaringa en Baden-Württemberg, Alemania.

## Localización
Laubbach se encuentra a unos dos kilómetros y medio al sur de la ciudad principal de Ostrach, en el valle del río Ostrach.
La superficie total del distrito de Laubbach cubre alrededor de 853 hectáreas (desde el 31 de diciembre de 2010).
El pueblo de Laubbach se compone de tres suburbios: Laubbach, Oberweiler y Unterweiler.

## Historia
Louipahc (de loub = bosque caducifolio) fue mencionado por primera vez en documentos del año 1204. El pueblo perteneció a los nobles de Schussenried y en 1272 llegó al monasterio de Schussenried. En 1677 fue vendido al conde Anton Euseb von Königsegg (1639-1692).
En 1806, Laubbach quedó bajo la soberanía del Reino de Wurtemberg y fue asignado al Oberamt Saulgau, pero inicialmente no era un municipio independiente allí, sino parte del municipio de Königseggwald. En 1830 se fusionó con Oberweiler y Unterweiler para formar un municipio independiente. En 1938 Laubach llegó al distrito de Saulgau y en 1973 al distrito de Sigmaringen.
Como parte de la reforma regional en Baden-Württemberg, el 1 de octubre de 1974 se incorporó Laubbach a Ostrach.

## Demografía
En 1829, había 81 habitantes. En 2012 había 228 habitantes. En 2014, habían 222.
| 1829 | 1961 | 1970 | 2012 | 2014 |
| ---- | ---- | ---- | ---- | ---- |
| 81   | 227  | 208  | 228  | 222  |

## Política

### Alcalde
Nicole Greisle es el alcalde de Laubbach desde el 11 de enero de 2016.

## Cultura y lugares de interés
Al sur de Laubbach se encuentra Laubbacher Mühleweiher, de 42 hectáreas, que originalmente fue diseñado para funcionar como molino y como estanque de peces.

### Estructuras
La Lady Chapel se construyó por primera vez a principios del siglo XIII. Probablemente fue reconstruida en 1602 por la abadía de Schussenried en formas posgóticas, y tiene una torre neogótica de 1868. Hoy se presenta como una iglesia de salón con torre oeste y coro de tres lados. Las esculturas datan de los siglos XIV al XVIII.

### Trifinio
Al sur de Laubbach, en el borde del Ried Pfrunger-Burgweiler, se encontraba en 1806 uno de los cuatro trifinios del distrito de Ostrach, cuyas partes se encontraban en Baden, Hohenzollern y Württemberg y donde los tres países se encontraban en un punto fronterizo común. Este punto lo marca un puesto fronterizo con un tablón de anuncios del Museo de Piedras Fronterizas de Ostrach y los tres escudos de armas de los antiguos países. Los otros triángulos fronterizos se encuentran en Jettkofen, Magenbuch y Wangen.

Baden
Hohenzollern
Württemberg

## Economía e infraestructura
Autobús ciudadano

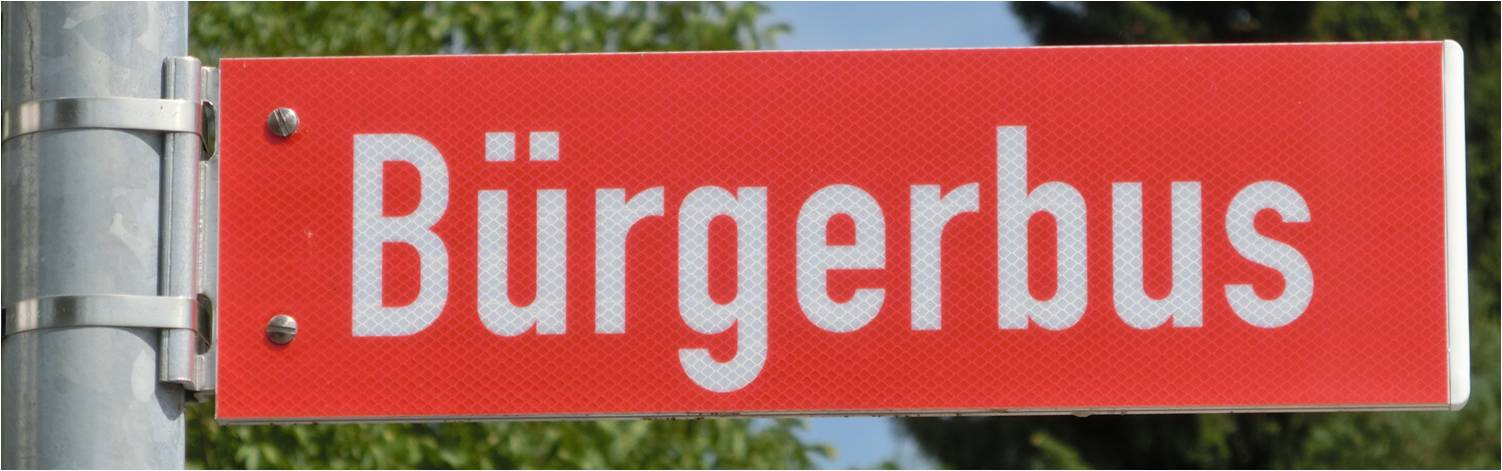
Parada del «autobús de los ciudadanos» («Bürgerbus»)

El autobús ciudadano (Bürgerbus) de Ostrach complementa el transporte público local y, entre otras cosas, mejora la movilidad de las personas con discapacidad. Dos días a la semana, el autobús circula según un horario fijo entre el centro de la ciudad de Ostrach y Oberweiler, Unterweiler y Laubbach.
El Bürgerbus está financiado por el municipio de Ostrach y gestionado por la asociación de autobuses ciudadanos, así como por conductores y ayudantes voluntarios.